# Refuge de Vallonpierre
Das Refuge de Vallonpierre ist eine Schutzhütte der Sektion Gap des Club Alpin Français und liegt im Valgaudemar, am nordwestlichen Fuße des Sirac, auf 2271 m Höhe, direkt am kleinen See von Vallonpierre. Die neue Hütte aus dem Jahr 2000 befindet sich direkt neben der alten, die heute für das Winterlager genutzt wird. Der Zugang erfolgt zu Fuß von einem Parkplatz auf 500 m Höhe vor dem Chalet Gioberney und dauert 2,5 Stunden.

## Bergtouren
- Le Sirac
- Le Banc des Aiguilles

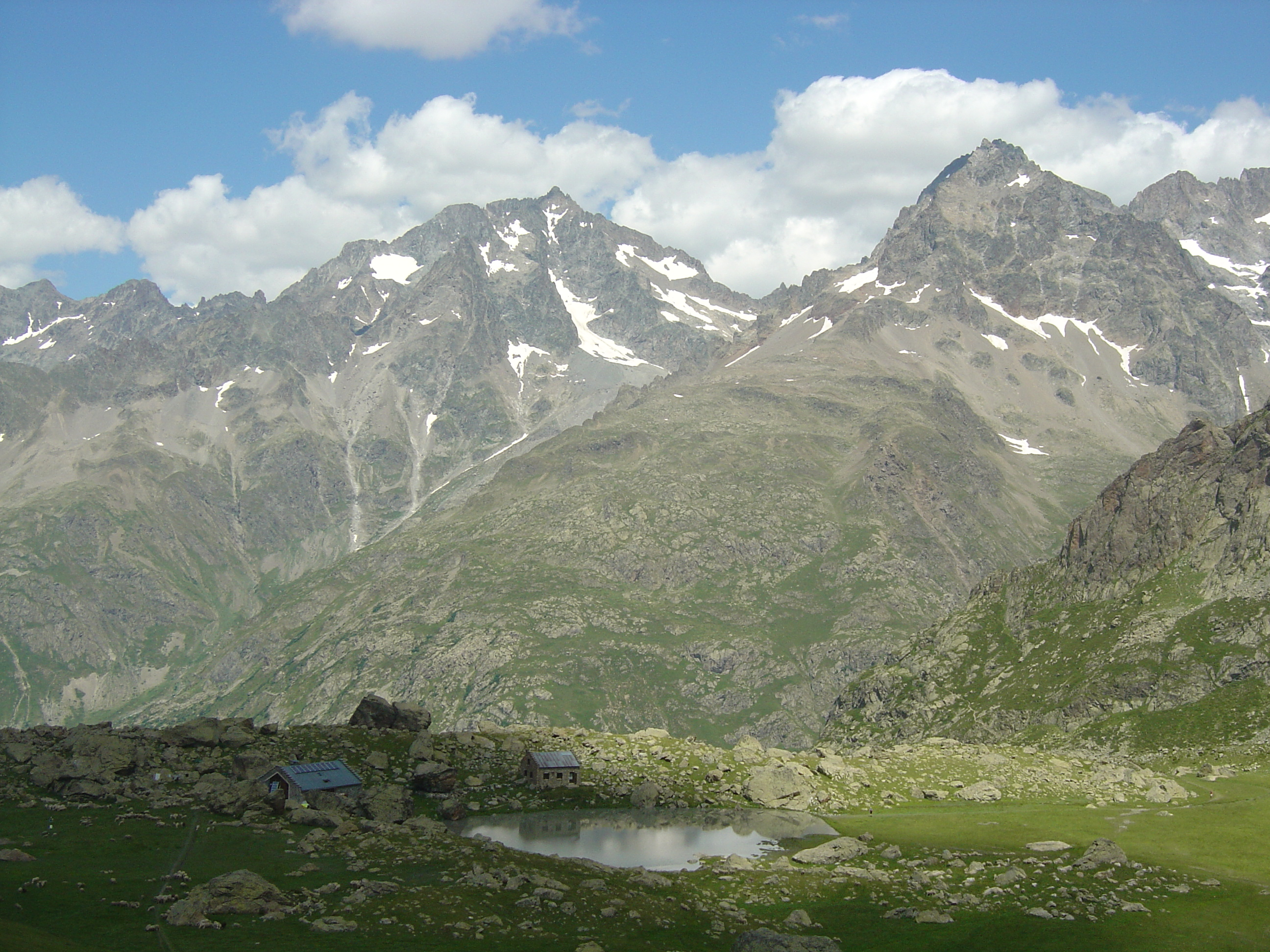
Pic de Vallonpierre
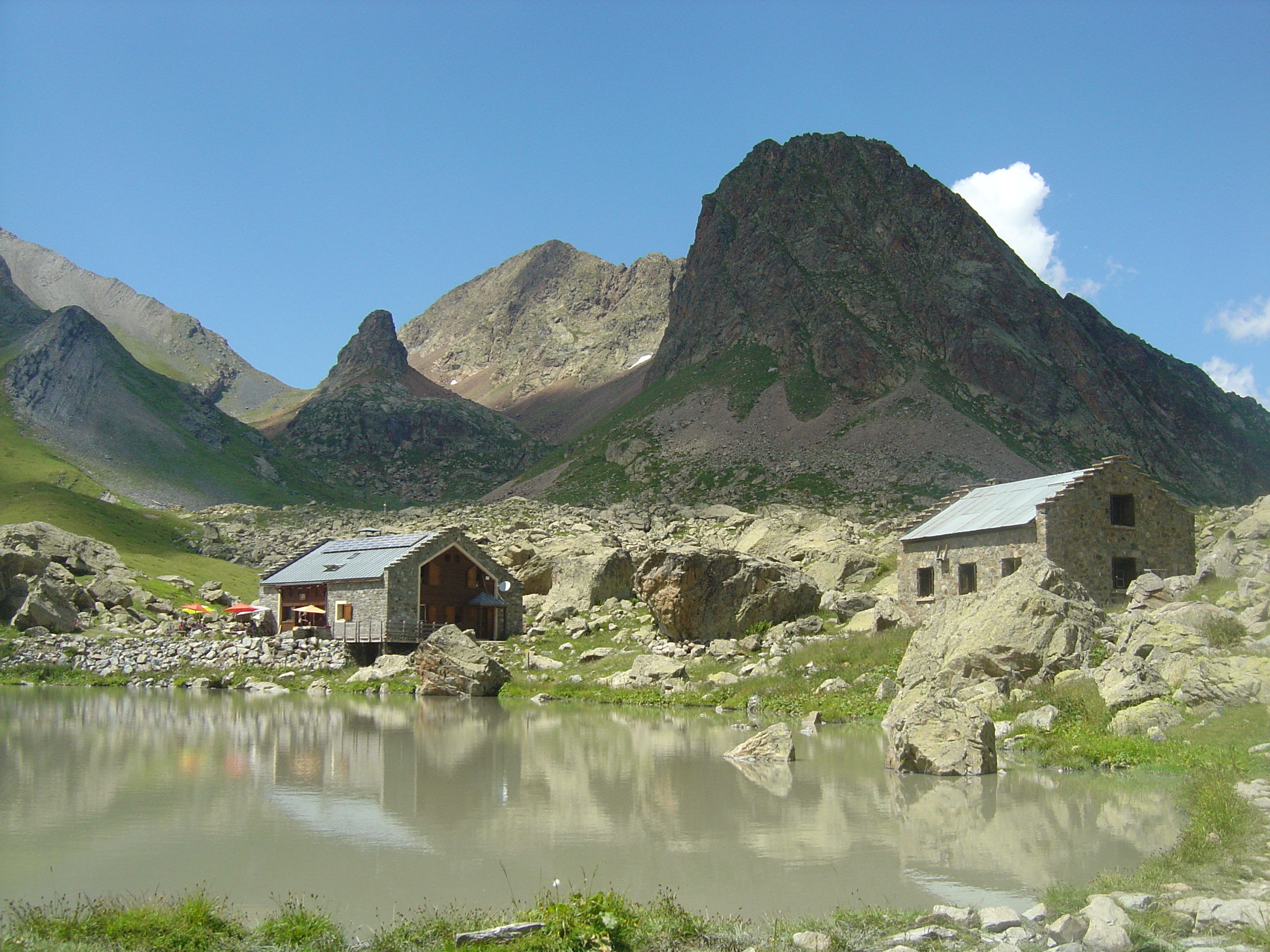
vom Col de Vallonpierre in Richtung Refuge du Pré de La Chaumette werden die Fernwanderwege GR 54 (Tour de l’Oisans) oder GR 50 (Tour du Vieux Chaillol) erreicht
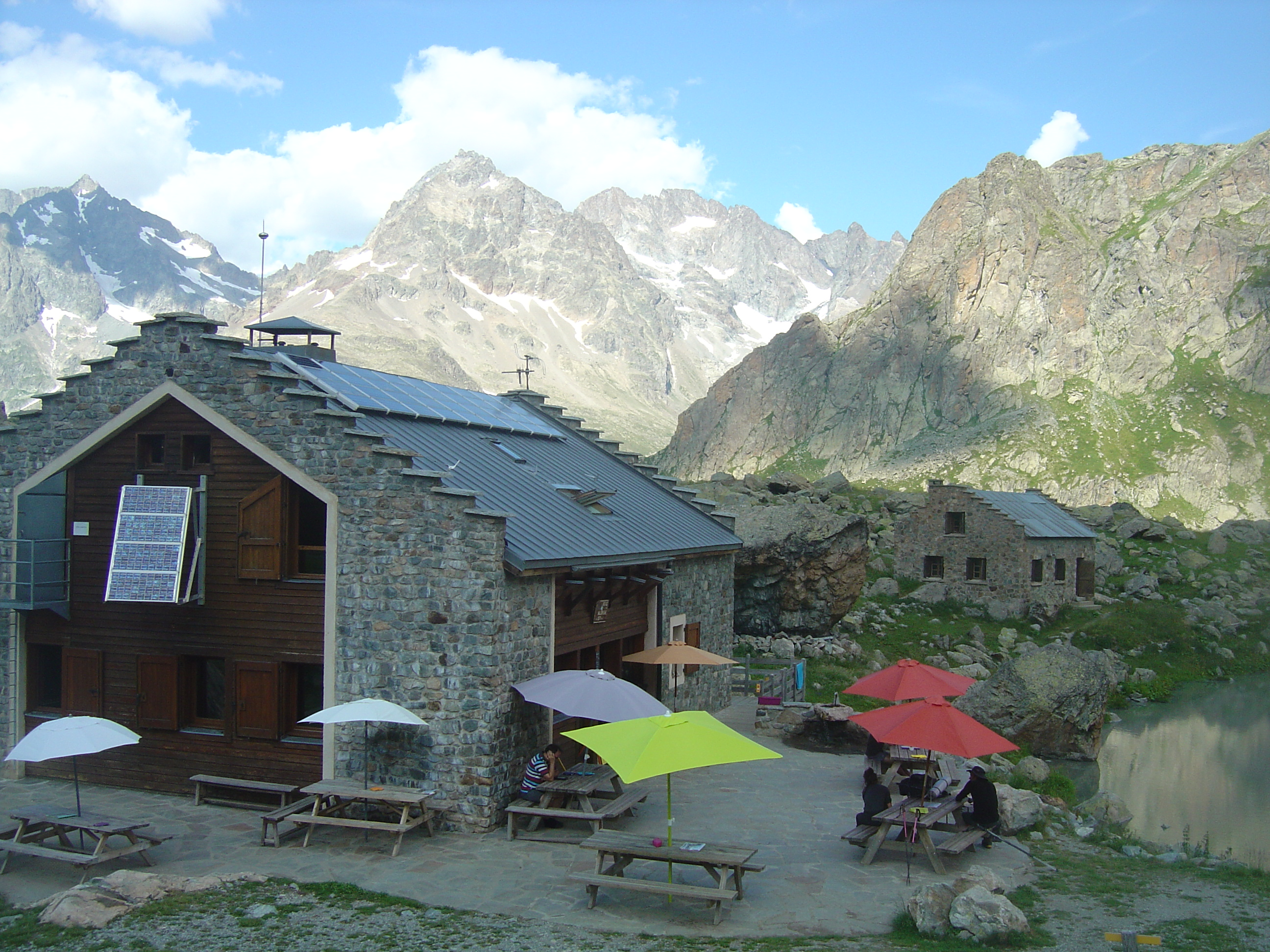
Wanderung zum Refuge de Chabournéou